# Gordon, Alabama
Gordon är en kommun (town) i Houston County i Alabama. Orten har fått namn efter domaren Dan Gordon. Vid 2010 års folkräkning hade Gordon 332 invånare.